# Rásonysápberencs
Rásonysápberencs es un pueblo ubicado en el distrito de Szikszó, en el condado de Borsod-Abaúj-Zemplén, Hungría.

## Superficie
Posee una superficie de 9,120 kilómetros cuadrados.

## Demografía
Hasta 2023 la población era de 509 habitantes, con una densidad de población de 55,81 habitantes por kilómetro cuadrado.